# Pas de ciel au-dessus de l'Afrique
Pour plus de détails, voir Fiche technique et Distribution.
Pas de ciel au-dessus de l'Afrique (Kein Himmel über Afrika) est un téléfilm allemand réalisé par Roland Suso Richter et diffusé en 2005.

## Synopsis
Catherine accompagne son compagnon qui guide des riches clients pour des safaris en Afrique, mais celui-ci est gravement blessé et doit être évacué. C'est à cette occasion que Catherine rencontre le pilote d'avion, Gordon Coburn, qui sauve la vie de son compagnon en l'emmenant rapidement vers l'hôpital le plus proche. Commence alors une relation qui aboutira au mariage de Catherine et Gordon. Mais après le mariage, la famille de Gordon, et Gordon lui-même, se révèlent difficiles à vivre. Le jour de la naissance de leur enfant, Gordon doit accomplir un vol et il tue accidentellement des enfants massaï qui se jettent sur l'hélice de son avion. À partir de ce moment, Gordon se réfugie dans l'alcool et des fréquentations peu recommandables. Ses relations avec Catherine sont de plus en plus difficiles, et il en vient à la frapper. Elle découvre même qu'il la trompe avec sa meilleure amie. 
Une nuit, après l'avoir frappée, il se suicide devant elle. Comme il n'y a pas de témoins, le juge confirme le suicide, se basant sur la réputation de Catherine. Mais la famille de Gordon et ses copains de bar ne l'entendent pas de cette oreille, et Catherine est mise en accusation et emprisonnée. Défendue par un avocat local, alors que la bonne société européenne la croit coupable, parviendra-t-elle à sortir de cette impasse, et dans quel état ?

## Fiche technique
- Titre : Kein Himmel über Afrika
- Titre français : Pas de ciel au-dessus de l'Afrique
- Réalisateur : Roland Suso Richter
- Scénario : Richard Reitinger, d'après le roman de Kerstin Cameron
- Musique : Henning Lohner, Lorne Balfe
- Durée : 180 min en 2 épisodes
- Diffusion :
  -  Allemagne 2005
  -  France 2007

## Distribution
- Veronica Ferres : Catherine
- Jean-Hugues Anglade : Gordon Coburn
- Enrico Mutti (it) : Roberto
- Michaela Rosen (de) : Megan
- Matthias Habich : Richard, père de Catherine
- Götz George : Larry
- Katharina Meinecke (de) : Helen Alistair
- Elisabeth Trissenaar : Ingrid, mère de Catherine
- Catherine Sola : Margaret Coburn
- Pierre Vaneck : Ian Coburn
- Liam Cundill
- Shannon Hochfelden : Emily Coburn
- Nikolai Kinski : Duncan Coburn
- Patrick Lyster : chasseur de safari, Tylor
- Anele Matoti : Jimmy, gardien de nuit

## Édition DVD
- Kein Himmel über Afrika, par Warner Home Video, en 2005  (EAN 7321921987373)